# Physoconops claripennis
Physoconops claripennis är en tvåvingeart som beskrevs av Camras 1962. Physoconops claripennis ingår i släktet Physoconops och familjen stekelflugor.
Artens utbredningsområde är Nigeria. Inga underarter finns listade i Catalogue of Life.